# Жан-Мари Гистав ле Клезио
Жан-Мари Гистав ле Клезио (фр. Jean-Marie Gustave Le Clézio; Ница, 13. април 1940) је француски и маурицијуски прозни писац. Написао је преко 30 књижевних дела. Добитник је Награде Ренодо за 1963. годину и Нобелове награде за књижевност 2008.

## Биографија
Рођен је у Ници, а детињство је провео у Нигерији (Африка). После тога се поново настанио у свом родном граду Ници. Почео је с писањем у осмој години живота. Сталне теме његовог писања и интересовања су трагање за идентитетом и усамљеност као коначност ове потраге. Актуелна је још једна тема, а то је сунце као опсесија човекове тесне везе са универзумом. Бави се питањима егзила, сиромаштва, миграција и проблемима народа који живе на маргини цивилизације.
На њега су утицали песници, пре свих Лотреамон, Анри Мишо и Антонен Арто.
Познат је и као велики путник – кад је 2008. добио Нобелову награду, звали су га писац номад. Ле Kлезио се истакао и као велики формални експериментатор на књижевном пољу, тако што није допустио да се сведе на припадност некој одређеној књижевној школи. Управо су искуства стечена приликом бројних путовања допринела еклектичности Ле Kлезиоовог стила. Елементи оријенталне или кратко речено не-западне митологије и филозофије провејавају Ле Kлезиоовим делима после 1975. Тада се уочава сукоб између рационалног, научног објашњења света и његовог мистичког склада. Година 1975. је година преокрета спознаје света у Ле Kлезиоовом књижевном стваралаштву.

### Популарност
Он се одликује лакоћом приповедања. Његове теме авантуре и путовања су за читаоце провокативне, тематски различите. Приказује непрерађену стварност где сваки фрагмент чини микрокосмос. А онда све те чињенице прикупља у јединствен макрокосмос са новим значењима.

## Важнија дела
- Испитивање (Le Procès-Verbal), 1963.
- Потоп (Le déluge), 1966.
- Рат, 1970.
- Ка леденим бреговима (Vers les icebergs (Essai sur Henri Michaux)), 1978.
- Пустиња (Désert), 1980.
- Мексички сан или прекинута мисао (Le rêve mexicain ou la pensée interrompue), 1988.
- Људи облака (Gens des nuages), 1990.
- Златна рибица (Poisson d'or), 1997.
- Африканац (L'Africain), 2004.
- Уранија (Ourania), 2006.

## Награде
Клезио је већ у 23. години добио престижну награду Ренодо. Шведска краљевска академија наука у Стокхолму доделила је признање Ле Клезиу у његовој 68. години живота за авантуристичке романе, есеје и дечију књижевност. Ово је било први пут од 1985. године да је француски писац добио ову престижну награду.